# Цисовник (Свентокшиське воєводство)
Цисовник (пол. Cisownik) — село в Польщі, у гміні Смикув Конецького повіту Свентокшиського воєводства.
Населення — 74 особи (2011).
У 1975-1998 роках село належало до Келецького воєводства.

## Демографія
Демографічна структура на день 31 березня 2011 року:
|          | Загалом | Допрацездатний вік | Працездатний вік | Постпрацездатний вік |
| -------- | ------- | ------------------ | ---------------- | -------------------- |
| Чоловіки | 39      | 8                  | 29               | 2                    |
| Жінки    | 35      | 6                  | 14               | 15                   |
| Разом    | 74      | 14                 | 43               | 17                   |